# LU-P-4707
La carretera LU-P-4707 es una carretera de la red secundaria de Galicia que pertenece a la Diputación de Lugo. Une Puebla del Brollón con Saa y Veneira de Roques, en la provincia de Lugo, y tiene una longitud de 11,1 km.

## Trazado
La carretera parte de la carretera LU-653 en Puebla del Brollón y se dirige hacia el nordeste. Cruza el lugar de Santo Adrián, antes de adentrarse en la parroquia de Saa. Cruza los lugares de Fondorallo y Pousa. En este último enlaza con una carretera que lleva a Castrosante y Ferreiros hacia la izquierda, y a Lourente y Busto hacia la derecha. Entra entonces en una zona muy montañosa, en la que hay desvíos que permiten llegar a Lebrón, la capilla de San Vitoiro, Teixeira, Forgas y Covadelas, antes de finalizar a la altura de Veneira de Roques, en la parroquia de Ferreiros.